# 現代大戰略

現代大戰略2016的封面

《現代大戰略》是由SystemSoft－Alpha『日:システムソフト・アルファー株式会社』所製作的戰略遊戲，屬於大战略系列，但以現代與近未來舞台為概念，遊戲以模擬真實的武器，假想的劇本衝突佔領首都、機場、生產武器，由玩家指揮軍隊完成任務的兵棋推演遊戲。

## 電腦版
- 現代大戰略2001 〜海外派兵之路〜（2001年11月15日）
- 現代大戰略2002 〜周邊有事法發動時刻〜（2002年10月25日）
- 現代大戰略2003 〜恐怖主義國家壓制〜（2003年10月24日）

類似大戰略perfect1.0系統。一部應急改造兵器登場（貨機改造裝載飛彈、H-2A太空火箭改造為飛彈、P-3C改轟炸機等）
- 現代大戰略2004 〜日中國境紛争爆發！〜（2004年10月29日）

類似大戰略perfect2.0系統、附贈兵器編輯器。國境線、地雷、機雷概念導入。
- 現代大戰略2005 〜護國的盾・護衛艦隊〜（2005年11月18日）

大戰略perfect2.0DX的仕様に、視覺地圖模式機能追加。兵器自訂編輯器附贈。
- 現代大戰略2007 〜大浦洞飛彈・核施設破壞作戰〜（2006年12月14日）
- 現代大戰略2008 〜自衛隊参戰・激震的亞洲崩壞！〜（2007年12月27日）
- 現代大戰略2009 〜世界恐慌・体制崩壞的序曲〜 (2008年12月25日)

## 遊戲機版
- 現代大戰略　〜一觸即發・軍事國家崩壞〜　（PlayStation 2、2009年8月27日、SystemSoft Corp.・ALPHA發行）
- 現代大戰略 2016 〜秩序的崩壞‧霸權國家失墜〜 （PlayStation 3、2016年7月21日、SystemSoft Corp.・ALPHA發行）
- 現代大戰略 2017 〜改變軍事均衡！戰慄的力量遊戲〜 （PlayStation 4、2017年4月27日、SystemSoft Corp.・ALPHA發行）

中國的新式武器如殲20和99式坦克、航母、神盾艦等作為初始內容就收錄，PS network的下載內容(DLC)制度做為資料片發行來源，較爭議的日本心神戰機和美國內戰、中印戰爭等新劇本放在DLC由玩家自由選擇是否購買。

## 現代大戰略2004爭議事件
現代大戰略2004 〜日中國境紛争爆發！〜一款作品由於牽涉東亞紛爭為主題，台灣光譜資訊趁台灣選舉熱潮取得合法代理引進並中文化，然而內容牽涉政治領土議題與日本某些群體的主觀價值判斷，引發海峽兩岸爭議，最終內容有所刪減並禁止在中國大陸地區上市。台灣版本刪去有關中共的所有劇本. 以致部份玩家購入中文版後才發現這個修訂, 對此相當不滿而跟光譜交涉. 後有民間程式師利用遊戲本身的製作劇本功能, 自行從日版中翻譯出原有的劇本, 作為民間補丁。

### 朝鮮劇本
- 朝鮮的崩潰(日:金帝国崩壊・叛乱)
- 朝鮮崩潰，日本介入(日:金帝国崩壊・日本介入)
- 朝鮮崩潰，韓國參戰(日:金帝国崩壊・韓国参戦)
- 韓國的統一(日:金帝国崩壊・朝鮮族国家誕生)

### 中日劇本
- 日中資源戰爭，釣魚台爭奪戰(日:日中資源戦争・尖閣諸島攻防戦)
- 日中資源戰爭，東海海戰(日:日中資源戦争・激突！東シナ海海戦)
- 中共的暴力，搖搖欲墜的金門(日:中共の暴挙・危うし金門島)
- 中共的暴力，在亞洲的旗幟下(日:中共の暴挙・アジアの旗の下に)
- 中共的暴力，死守台灣(日:中共の暴挙・本島を死守せよ)
- 中共的暴力，金門奪回之役(日:中共の暴挙・金門島奪回作戦)

## 官方網站
Alpha(日) （页面存档备份，存于）